# Distichium capillaceum
Espèce
Distichium capillaceum est une espèce de mousses appartenant à la famille des Ditrichaceae.